# Тамарино
Тама́рино (болг. Тамарино) — село в Ямбольській області Болгарії. Входить до складу общини Стралджа.

## Населення
За даними перепису населення 2011 року у селі проживали 220 осіб.
Національний склад населення села:
| Національність   | Кількість осіб | Відсоток |
| ---------------- | -------------- | -------- |
| болгари          | 184            | 84,4%    |
| цигани           | 25             | 11,5%    |
| турки            | 0              | 0%       |
| інша             | 9              | 4,1%     |
| не визначились   | 0              | 0%       |
| Всього відповіли | 218            |          |

Розподіл населення за віком у 2011 році:
Динаміка населення: